# Narymponny
Narymponnyn en hästras av ponnytyp som härstammar från västra Sibirien i Ryssland. Narymponnyn är nära besläktad med Obponnyn som härstammar från samma område, runt floden Ob, men i söder korsar man ponnyerna med arbetshästar och Orlovtravare vilket idag är de hästar som kallas Narym. Narymponnyn är ca 135-145 cm i mankhöjd och används främst som arbetsdjur, till packning, transport och körning. Narymponnyn kan ibland räknas som en större eller utavlad variant av Obponnyn. 

## Historia
Narymponnyn har stora likheter med Obponnyn som utvecklats i samma område, runt Obfloden i Sibirien. Båda raserna har troligtvis utvecklats ur den mongoliska vildhästen Przewalski och influerats av kinesiska ponnyraser och även den sibiriska Yakutponnyn. Precis som Obponnyn har Narymponnyn ett utseende som vittnar om att ponnyerna även influerats av tyngre kallblodshästar. 
De första forskningarna om dessa båda ponnyer gjordes inte förrän 1936. Genetiska tester bevisade då ett tydligt släktskap med den asiatiska vildhästen Przewalski. Idag är ponnyerna väldigt ovanliga och används främst av bönder för transport och jordbruksarbete. I söder korsas ponnyerna oftast med större hästar som Ardenner och Orlovtravare och det är främst dessa ponnyer som kallas Narym, även om man avlar renrasiga ponnyer i norr som också benämns Narym. Idag pågår förbättringar av Narymponnyn då man avlar de renrasiga ponnyerna mer selektivt, även i norr. 

## Egenskaper
Narymponnyn är en relativt stor ponny på ca 135-145 cm i mankhöjd. Hingstarna är oftast något större än stona. Narymponnyn är rätt lågrektangulär med en lång, men kompakt kropp, korta ben och en lång rygg. Huvudet är stort och nacken är kort och kraftig. Ponnyerna har alltid hela färger som brun, fux eller bork och visar ofta primitiva färger som black och tecken som zebraränder eller en mörkare ål längs ryggen. 
Ponnyerna är sunda och starka och lever oftast länge och på lite foder, mycket tack vare att de föds upp halvvilt under sommarhalvåret och tillåts att gå fritt och hitta mat själva. Under vinterhalvåret ger man dem enbart hö. Detta gör att hästarna är mycket tåliga för hårt väder och extrema temperaturer. Hästarna mognar dock långsamt men är trots det mycket fertila och de flesta ston får sina första föl redan vid 1 års ålder men kan vara fertila ända upp till 20 års ålder. Ponnyerna är starka dragdjur som främst används i jordbruket, eller som transport- och packhäst. 